# Операция «Манёвр»
Операция «Манёвр» (июнь 1986 года) — военная операция Советских войск в Афганистане. Крупномасштабная воздушно-наземная плановая общевойсковая операция, проведённая совместно с правительственными войсками ВС ДРА против формирований афганских моджахедов на широком фронте провинций Кундуз, Тахар, Бадахшан, с привлечением значительных сил и средств.

## Предшествующие события, цель, планирование и зона операции
В истории Афганской войны (1979—1989) плановые общевойсковые операции по проводке колонн военных и гражданских грузов по маршруту «Кундуз—Талукан—Файзабад», с целью обеспечения необходимыми материальными средствами гарнизоны и местное население в удалённых уездных центрах северо-восточной провинции Бадахшан имели стратегическое значение и проводились приблизительно раз в полгода. Характер данных операций независимо от даты проведения в период присутствия ОКСВА всегда оставался сложным.

К лету 1986 года вновь возникла необходимость доставить грузы с материальными средствами для нужд гарнизонов 860-го отдельного мотострелкового полка, находящегося в полной изоляции и значительном отдалении от основных сил группировки Советских войск и гражданского населения провинции Бадахшан.
Цель операции «Манёвр» в июне 1986 года состояла в снабжении материальными средствами гарнизона и населения провинциального центра Файзабад. В виду отсутствия достаточного количества советского и афганского автотранспорта, командованием 40-й армии было принято решение завезти всё необходимое в Файзабад тремя рейсами.
Положение осложнялось тем, что в данном районе действовали многочисленные, хорошо вооружённые и обученные отряды непримиримой оппозиции — партий «Исламская партия Афганистана» (ИПА) и «Исламское общество Афганистана» (ИОА), которые регулярно нападали на государственные органы ДРА, обстреливали советские гарнизоны и транспортные колонны.
К операции с кодовым названием «Манёвр» было привлечено 37 батальонов — 15 советских и 22 афганских. Операция по времени заняла более полутора месяцев, приняв масштаб общевойсковой армейской операции.
Командование операцией: от генерального штаба Минобороны СССР — начальник оперативной группы Минобороны СССР в Афганистане генерал армии Варенников В. И., от 40-й армии — командующий генерал-лейтенант Дубынин В. П.
Первой особенностью операции «Манёвр» было предварительное проведение боевых действий в районах, примыкающих к дороге, а также в тех, откуда противник мог бы выйти на коммуникации и попытаться помешать проводке колонн. С учётом этих обстоятельств, в ходе первого этапа операции во второй половине июня в зелёной зоне между Кундузом и Ханабадом подразделения 201-й мотострелковой дивизии провели зачистку района, уничтожая и рассеивая диверсионные группы и отряды противника.
Второй особенностью «Манёвра» было блокирование всего маршрута одновременно, без перемещения боевых подразделений в ходе снабженческих перевозок. Так, к 24 июня советские и афганские подразделения полностью блокировали трассу «Кундуз—Талукан—Файзабад», выставив на ней временные сторожевые заставы. К 10 июля последние транспортные колонны, достигшие города Файзабад, разгружались и направлялись в обратный путь. По мере обратного движения колонн из Файзабада в Кундуз снимались временные сторожевые заставы и охранения.
Операция «Манёвр» состояла из трёх этапов. Первый и третий этапы — проводка и сопровождение колонн материальных ресурсов: продовольствия и стройматериалов; специальной, военной, гражданской техники — по реверсному маршруту «Кундуз-Талукан-Файзабад».
Второй этап — высадка тактического воздушного десанта в горных массивах Мугулан, Чольбахир, Тали-Гобанг на горном участке уезда Ишкамыш провинции Тахар. Овладение укрепрайоном, ликвидация перевалочной базы вооружённой афганской оппозиции, захват складов вооружения и боеприпасов.

Очень тяжёлая операция была на севере Афганистана — проводка колонн в Файзабад, где дислоцировался наш мотострелковый полк. Нужно было пополнить запасы файзабадского полка продовольствием, боеприпасами, запчастями и боевой техникой. Участок маршрута от населённого пункта Кишим до Файзабада был буквально весь заминировал фугасами и минами. Очень хорошо справились с задачей сапёры нашего полка. На одних участках использовались машины боевого разминировании (БМР), на других привлекались собаки минно-розыскной службы, а где-то приходилось вручную миноискателями вести разведку маршрута и уничтожать мины и фугасы. А их оказалось немало: 32 фугаса, 226 противопехотных и 84 противотанковых мины— От солдата до генерала: воспоминания о войне, стр.76

### Цели 1-го этапа операции
Доставка грузов, материальных средств для 860-го ОМСП, находившегося в крайней северо-восточной зоне, в полной изоляции от сил ОКСВА, в уездах Бахарак, Кишим и Файзабад провинции Бадахшан. Доставка продовольственной и гуманитарной помощи местному населению.

К началу предстоящих войсковых операций из провинций Кундуз, Тахар, Бадахшан и Панджшер формирования оппозиции стягивали дополнительные хорошо вооруженные и профессионально подготовленные свежие силы. По указанным причинам войсковые операции носили плановый и масштабный характер, с оперативным взаимодействием значительных сил — частей и соединений 40-й армии — 201-й МСД, 108-й МСД, 45-й ОИСП, 56-й гв. ОДШБр, 66-й ОМСБр.
ВВС 40-й армии — 181-й Отдельный вертолётный полк (авиабаза Кундуз-Файзабад), 335-й Отдельный боевой вертолётный полк (авиабаза Джелалабад) и 254-я Отдельная вертолётная эскадрилья 201-го МСД (авиабаза Кундуз) и другие.

Каждая из проведенных войсковых операций сопровождалась многократными вооружёнными засадами и огневыми налётами, систематическим минированием мятежниками основной трассы и прилегающих к ней дорог, массированными ударами с обеих сторон из всех видов вооружений, гибелью личного состава ОКСВА и членов вооруженных формирований афганской оппозиции, повреждением и уничтожением транспорта, военной техники и вооружения. Силами только одного 45-го отдельного инженерно-сапёрного полка было обезврежено свыше 32 фугасов, 226 противопехотных и 84 противотанковых мин.

### Цели 2-го этапа
Цель 2-го этапа операции состояла в высадке тактического-воздушного десанта, ликвидация системы тыла — базового района перевалочных пунктов в горном массиве Мугулан, Чольбахир, Тали-Гобанг в районе Ишкамыш, откуда шла доставка вооружения и боеприпасов в отряды мятежников и подконтрольные им опорные населенные пункты в северо-восточной части республики Афганистан — провинции Кундуз, Тахар, Баглан, Бадахшан, Балх. Блокирование потоков средств на ведение диверсионно-подрывной деятельности в отношении государственной власти ДРА и ОКСВА. Разведывательно-поисковые действия с целью пленения находящегося в районе боевых действий полевого командира Ахмад-Шах Масуда.

### Зона проведения операции
Территория проведения операции «Манёвр» охватывала уезды провинций Кундуз, Тахар, Бадахшан. Участки, примыкающие к трассе Кундуз-Талукан-Файзабад. Также горный участок уездов Ишкамыш, Фархар провинции Тахар, Хост-О-Ференг провинции Баглан. Данный участок на протяжении всего периода дислокации советских частей, несмотря на незначительную удалённость от государственной границы с СССР, не отличался военно-политической стабильностью.

Полк дислоцируется в Файзабаде. Чтобы добраться до него, надо самолётом прилететь в аэропорт Кундуз, оттуда вертолётом в сам Файзабад. Прямого сообщения из Кундуза туда нет. Дорога усиленно обстреливается, и проезд машин практически невозможен— «ЖАРКИЕ ДНИ АФГАНА», Глава 7 «ФАЙЗАБАД – ОБРАТНОЙ ДОРОГИ НЕТ»

## Ход операции
Боевыми действиями по проводке транспортных колонн в Файзабад руководил командующий 40-й армией генерал-майор В. П. Дубынин.

Операция проводилась с 9 июня по 14 июля 1986 года в три этапа.

На первом (9-15 июня) создана необходимая группировка войск, собраны и подготовлены советские и афганские транспортные колонны. В этот же период проведены боевые действия по очистке зелёной зоны между Кундузом и Ханабадом от диверсионных групп и мелких отрядов противника, которые могли помешать движению колонн.

На втором этапе (16-22 июня) для исключения выхода противника к дороге из районов Ишкамыш и Хост-О-Ференг в эти районы выдвинуты (высажены) советские и афганские подразделения, которые нанесли противнику поражение, разгромили вскрытые разведкой базы и склады. Эти действия имели и дезинформирующее значение — руководство оппозиции приняло их за основное содержание деятельности советского и афганского командования и ослабило внимание к сбору транспорта, приняв его за отвлекающий манёвр.

С 24 июня начался третий, главный этап — собственно проводка транспортных колонн. Советские и афганские боевые подразделения блокировали всю дорогу и выставили временные сторожевые заставы. Под их охраной начался завоз материальных средств, который продолжался до 10 июля. Все это время боевые подразделения охраняли дорогу, не допуская к ней диверсионные группы противника.
10 июля разгруженная в Файзабаде после третьего рейса автотранспортная колонна вышла в Кундуз. По мере её продвижения боевые подразделения снимали свои временные заставы и совершали марш в Кундуз. 14 июля они убыли в пункты дислокации.

## Сухопутные силы и средства
Общевойсковая операция частей: 201-й, 108-й мотострелковых — дивизий, 56-й отдельной десантно-штурмовой, 66-й отдельной мотострелковой — бригад, 45-го отдельного инженерно-сапёрного полка, и др. К проведению боевых действий было привлечено 37 батальонов (советских — 15, афганских — 22) — материалы оперативного управления штаба ТуркВО, д.50, т.16, лл. 299—341
- 201-я мотострелковая дивизия в составе: 149-й гв. МСП, 395-й МСП, 122-й МСП, 783-й ОРБ, 541 ОИСБ
- 108-я МСД в составе 180 МСП, 181-й МСП ,
- 56-я гв. ОДШБр,
- 66-й ОМСБр,
- 191-й МСП
- 45-й ОИСП.

## Авиация
- 181-й Отдельный вертолётный полк ППД авиабаза Кундуз-Файзабад
- 335-й Отдельный боевой вертолётный полк ППД авиабаза Джелалабад
- 254-я Отдельная вертолётная эскадрилья ППД авиабаза Кундуз
- 262-я Отдельная вертолётная эскадрилья ППД авиабаза Баграм
- 50-й Отдельный смешанный авиационный полк ППД авиабаза Кабул

## Части и соединения ВС ДРА
20-я, 18-я, 55-я пехотные дивизии армии ДРА, ППД — Кундуз, Баглан, Тахар — соответственно.

## Силы оппозиции
Ахмад Шах Масуд, партийная принадлежность — Исламское общество Афганистана (ИОА). «Имел 233 отряда общей численностью 9020 мятежников. Им контролировались провинции Бадахшан, Баглан, Тахар, Кундуз, Балх, Саманган, Каписа, Парван».
Формирования в провинциях Кундуз, Тахар, Бадахшан:
1. «Исламское общество Афганистана» — «ИОА» Бурхануддина Раббани (полевые командиры: Ахмад Шах Масуд, Мохаммад (Кази Кабир) Марзбон, Мохаммад Вадуд, Кази Исламуддин, Саид Икромуддин, Арифхан, Рахматулло, Бисмулло, Арбоб Хайдар, Джабар, Вазир Хистаки, Алиджан, Максуд, Ариенпур, Ашур Пахлаван, Абдул Вахоб, Самад, Наджмуддин, Гулом Хасан, Абдул Кадыр, Самиулло)
2. «Исламская партия Афганистана» — «ИПА» Гульбеддина Хекматияра (полевые командиры: Холмурод, Тимуршах, Доктор Шамс, Суфи Паянд, Мулло Усман, Самиулло, Ишони Мирзо, Инженер Умархон, Абдул Халид Басир, Хиродманд, Бахадур).
Полевой командир Кази Кабир Марзбон осуществлял общее командование и координацию формирований оппозиции. К имеющимся силам к началу операции стягивалось свежее подкрепление отрядов моджахедов с Панджшерского ущелья во главе с Ахмад-Шах Масудом.
В ходе 2-го десантного (горного) этапа войсковой операции «Маневр» по ликвидации многочисленных отрядов моджахедов партии «ИОА» Бурхануддина Раббани, инфраструктуры их партизанской деятельности: укрепрайонов, опорных пунктов и перевалочных баз — имел место самоотверженный продолжительный бой 783-го ОРБ 201-й МСД с отрядом полевого командира Кази Кабира.

## Ход горного этапа операции
На первом этапе войсковой операции подразделения ОКСВА выполняли боевые задачи по проводке, сопровождению и обеспечению безопасности движения колонн, блокированию прилегающих к трассе населенных пунктов.
На втором — часть подразделений, участников 1-го этапа войсковой операции (783-й ОРБ, 541-й ОИСБ и 149-й Гв. МСП), совершила марш на собственной бронетехнике на расстояние 60 км по направлению к югу — к горной части провинции Тахар. С места временной дислокации батальонам предстояло совершить высадку тактического воздушного десанта в указанном районе Мугулан, Чольбахир, Тали-Гобанг на господствующие высоты: Карбату — 3161, Дехмиран — 2781, Яфсадж — 2540, Шастдара — 4123.

Из пунктов тылового обеспечения вооружённой оппозиции, расположенных в горном районе, осуществлялись поставки вооружения, боеприпасов, снаряжения отрядам, атакующим советские колонны.

Ранним утром 16 июня в 06:00 авангарды батальонов 201-й МСД начали высадку тактического воздушного десанта на отроги господствующих высот в исходном районе.
Первым был высажен десант 783-го ОРБ. За ним боевые порядки 149-й гв. МСП и 395-й МСП. Следующим утром 17 июня высадилась 56-я гв. ОДШБр.
В горном массиве Мугулан, Чольбахир, Тали-Гобанг, ущельях Джарав и Явур провинции Тахар развернулись боевые действия по ликвидации формирований вооружённой оппозиции, захвату базового района и перевалочного пункта (складов вооружения и боеприпасов) полевого командира Кази Кабира (Мохаммад Кабир Марзбон).

## Потери ВВС ОКСВА
17 июня 1986 г. боевая потеря вертолёта Ми-8МТ № 84 2-й вэ 335-го обвп (Джелалабад). Ком. звена м-р В. Герасимов, штурман звена ст. л-т В. Щеглов, борттехник пр-к В. Харитонов. Эскадрилья полка, работая с авиабазы Кундуз, осуществляла высадку десанта. По случайности, рядом оказался центр подготовки снайперов. Противник открыл огонь по вертолётам, заходящим на посадку, в результате пятый по счету вертолёт м-ра Герасимова был сбит, летчики с десантом покинули борт, который через несколько минут полностью сгорел. Занявших круговую оборону стали обстреливать снайпера, многие получили ранения, а командир экипажа м-р Герасимов погиб в результате полученных ранений и от потери крови. Остальных членов экипажа подобрал Ми-8МТ ком аэ м-ра О. Лаптева (штурман аэ ст. л-т В.Барабанов, старший борттехник-инструктор ст. л-т А.Берегов).
17 июня 1986 г. авария вертолёта Ми-8МТ 181-го овп (Кундуз). У вертолёта пары ПСО вылетевшей в район высадки на подбор экипажа к-на Герасимова и десантников произошёл отказ техники. Экипаж совершил аварийную посадку, все живы.
21 июня 1986 г. авария вертолёта Ми-8МТ № 29 254-й овэ (Кундуз). Командир экипажа Омеликов, борттехник л-т В.Тайлаков. Операция по уничтожению банды Ахмад Шаха Массуда, работа в группе из 10 вертолётов. При заходе на десантирование в районе Ишкамыша, на высоте 3200 м, крайний вертолёт группы лопастями несущего винта зацепил склон. В последний момент командир вертолёта «кинул» ручку управления вправо, чем предотвратил гибель экипажа и десанта. На борту было 15 десантников, все остались живы. Экипаж и десант сразу подобрал борт ПСС, все благополучно вернулись на базу.

## Итоги операции
Итогом проведения 1-го и 3-го этапов операции явилась доставка военных и гражданских грузов в пункт назначения — место постоянной дислокации 860-го отдельного мотострелкового полка г. Файзабад провинции Бадахшан. Возвращение колонны транспорта, боевой техники и объединённой группировки, участвовавшей в данной операции, на место временной дислокации — в расположение 201-й МСД в провинции Кундуз.
Итогом 2-го этапа операции явился разгром группировки Кази Кабира, захват укрепрайона, складов вооружения и боеприпасов. Ликвидация инфраструктуры перевалочной базы.

## В художественной литературе
- Ильяс Дауди. «Не парадным коридором» военная повесть. — М.: ДеЛибри, 2021. — 302 с. — ISBN 978-5-4491-1164-7.

## Иностранная литература
«Afghanistan: Seven Years of Soviet Occupation» Military Activity (4—5), Special Report No.155 US Department of State Bureau of Public Affairs Washington, D.C. December 1986 Архивная копия от 18 июня 2018 на Wayback Machine